# Clifton A. Woodrum

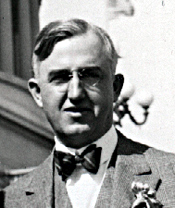
Clifton A. Woodrum (1927)

Clifton Alexander Woodrum (* 27. April 1887 in Roanoke, Virginia; † 6. Oktober 1950 in Washington, D.C.) war ein US-amerikanischer Politiker. Zwischen 1923 und 1945 vertrat er den Bundesstaat Virginia im US-Repräsentantenhaus.

## Werdegang
Clifton Woodrum besuchte die öffentlichen Schulen seiner Heimat und studierte danach Medizin. Anschließend war er als Apotheker in Roanoke tätig. Nach einem Jurastudium an der Washington and Lee University in Lexington und seiner 1908 erfolgten Zulassung als Rechtsanwalt begann er in seinem Geburtsort in diesem Beruf zu arbeiten. Zwischen 1917 und 1919 fungierte er dort auch als Staatsanwalt sowie bis 1922 als Richter. Gleichzeitig schlug er als Mitglied der Demokratischen Partei eine politische Laufbahn ein.
Bei den Kongresswahlen des Jahres 1922 wurde Woodrum im sechsten Wahlbezirk von Virginia in das US-Repräsentantenhaus in Washington gewählt, wo er am 4. März 1923 die Nachfolge von James P. Woods antrat. Nach elf Wiederwahlen konnte er bis zu seinem Rücktritt am 31. Dezember 1945 im Kongress verbleiben. Seit 1933 wurden dort die New-Deal-Gesetze der Bundesregierung unter Präsident Franklin D. Roosevelt verabschiedet. Im Jahr 1935 wurden erstmals die Bestimmungen des 20. Verfassungszusatzes angewendet, wonach die Legislaturperiode des Kongresses jeweils am 3. Januar endet bzw. beginnt. Seit 1941 war auch die Arbeit des Kongresses von den Ereignissen des Zweiten Weltkrieges geprägt.
Woodrums Rücktritt erfolgte nach seiner Berufung zum Präsidenten der Firma American Plant Food Council Inc. Er starb am 6. Oktober 1950 in der Bundeshauptstadt Washington.